# Шкуљари
Шкуљари (итал. Scuiari) је насељено место у континенталном делу Истарске жупаније у Републици Хрватској. Административно је у саставу Града Бузета.

## Становништво
Према задњем попису становништва из 2001. године у насељу Шкуљари живела су 53 становника који су живели у 17 породична домаћинства.
Кретање броја становника по пописима 1857—2001.
| година пописа  | 1857. | 1869. | 1880. | 1890. | 1900. | 1910. | 1921. | 1931. | 1948. | 1953. | 1961. | 1971. | 1981. | 1991. | 2001. |
| бр. становника | 0     | 0     | 80    | 96    | 77    | 92    | 0     | 0     | 83    | 84    | 56    | 60    | 58    | 60    | 53    |

Напомена:У 1880. исказано под именом Ратоши, а у 1890. и 1900. под именом Ратоши-Шкуљари. У 1857, 1869, 1921. и 1931. подаци су садржани у насељу Салеж. Од 1880. до 1910. исказано као део насеља.
Приликом пописа становништва 2001. године 53 становника Шкуљара су имали шест различитих презимена
- Флего 20
- Ратоша 13
- Јерманиш 9
- Зонта 8
- Зуган	2 и
- Церовац 1